# Maciejkowa Góra
Maciejkowa Góra (wymowa miejscowa: Maciejkawa Hara; białorus. Мацейкова Гора) – wieś w Polsce położona w województwie podlaskim, w powiecie białostockim, w gminie Michałowo. Leży nad rzeką Narew.

## Historia
Wieś królewska położona była w końcu XVIII wieku w starostwie niegrodowym jałowskim w powiecie wołkowyskim województwa nowogródzkiego Wielkiego Księstwa Litewskiego.
Według Pierwszego Powszechnego Spisu Ludności z 1921 roku wieś Maciejkowa Góra liczyła 11 domów i 55 mieszkańców (27 kobiet i 28 mężczyzn). Większość mieszkańców miejscowości, w liczbie 31 osób, zadeklarowali wyznanie prawosławne, pozostali zgłosili wyznanie rzymskokatolickie (w liczbie 24 osób). Podział religijny mieszkańców Maciejkowej Góry całkowicie odzwierciedlał ich strukturą narodowo-etniczną, gdyż większość mieszkańców wsi, w liczbie 31 osób, podała narodowość białoruską, pozostali podali narodowość polską (24 ospby). W okresie dwudziestolecia międzywojennego wieś znajdowała się w powiecie wołkowyskim w gminie Tarnopol.
W latach 1975–1998 miejscowość administracyjnie należała do województwa białostockiego.

## O wsi
Do dziś większą część mieszkańców stanowią wyznawcy prawosławia.
W strukturze Kościoła prawosławnego miejscowość podlega parafii Narodzenia św. Jana Chrzciciela w Nowej Woli. Natomiast wierni kościoła rzymskokatolickiego należą do parafii pw. Wniebowzięcia Najświętszej Maryi Panny i św. Stanisława Biskupa i Męczennika w Narwi.